# Араона (язык)
Араона (кавина) — один из индейских языков Боливии, относится к таканской ветви пано-таканской семьи. Носители проживают на северо-западе Боливии, у истоков реки Манупари. Число владеющих языком — 81 человек (90 % от всей этнической группы). Позиции араона внутри этнической группы — довольно прочны, несмотря на то, что знание испанского в последнее время возросло. Порядок слов — SOV.

## Примеры лексики
- Peada (один)
- Betacata (два)
- Quimisha (три)
- Dea (мужчина)
- Pona (женщина)
- Nio (собака)
- Zeti (солнце)
- Badi (луна)
- Ena (вода)